# سد شیاده
سد شیاده سدی از نوع خاکی با هسته رسی واقع در بابل، بخش بندپی غربی، روستای شیاده می‌باشد.
این سد قادر است سالانه حدود ۶ میلیون مترمکعب آب برای ۲۰۰۰ هکتار از اراضی شالیزاری منطقه تنظیم کند.

## امکانات گردشگری
منطقه بکر سد شیاده به دلیل دارا بودن آب و هوای مساعد و وجود جنگل در چهارسوی خود، مکان مناسبی برای پیاده‌روی، برگزاری اردوهای یک روزه سیاحتی، صعود به ارتفاعات نزدیک سد شیاده، کشتی لوچو، ماهیگیری و قایقرانی است. در روزهای عید نوروز و تابستان و در روزهای تعطیل نیز گردشگران داخلی از آن دیدن می‌کنند.

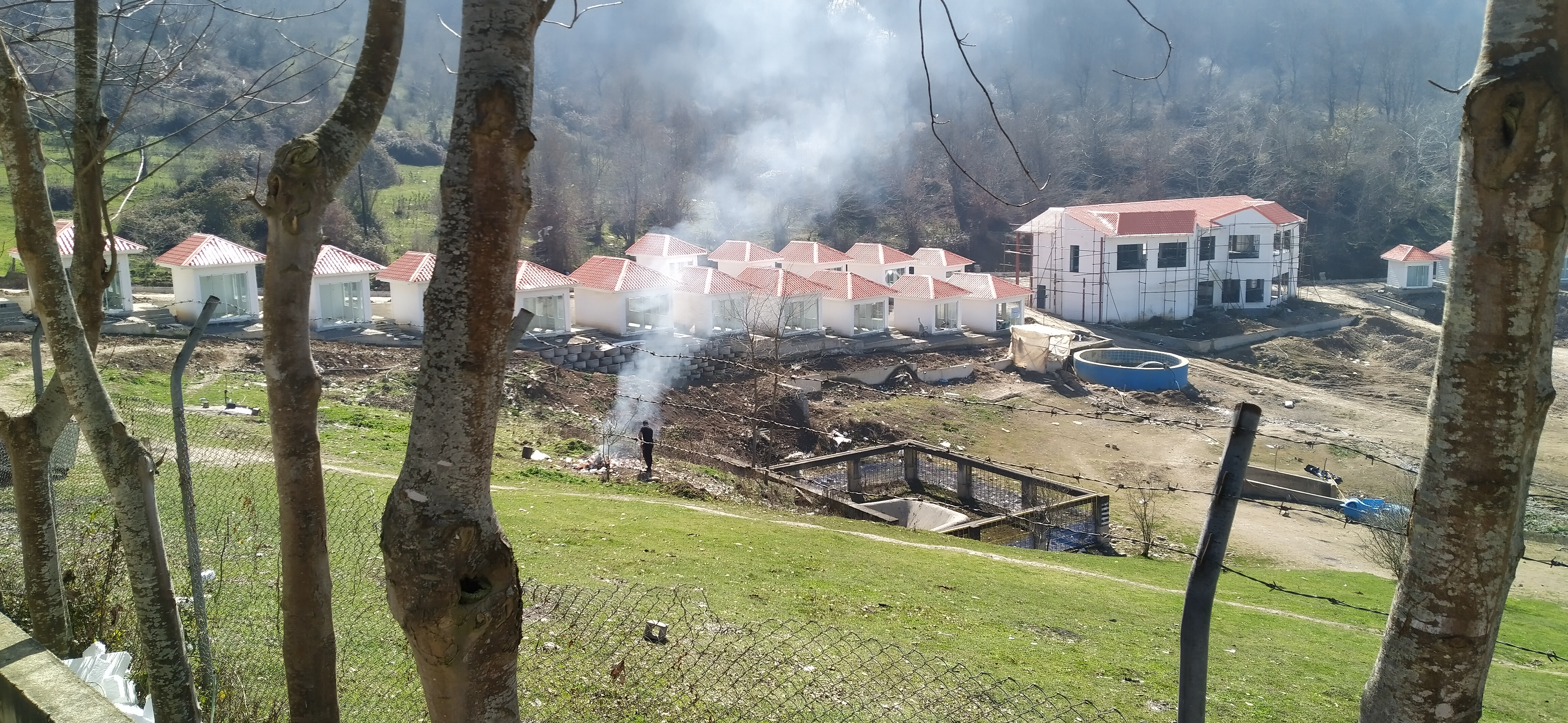
سد شیاده

سقاتالار شیاده و پوشش گیاهی و جنگل‌های زیبا در کنار سد زیبای روستای شیاده بر جاذبه‌های توریستی آن افزوده‌است.